# انیس مارتن لوگان

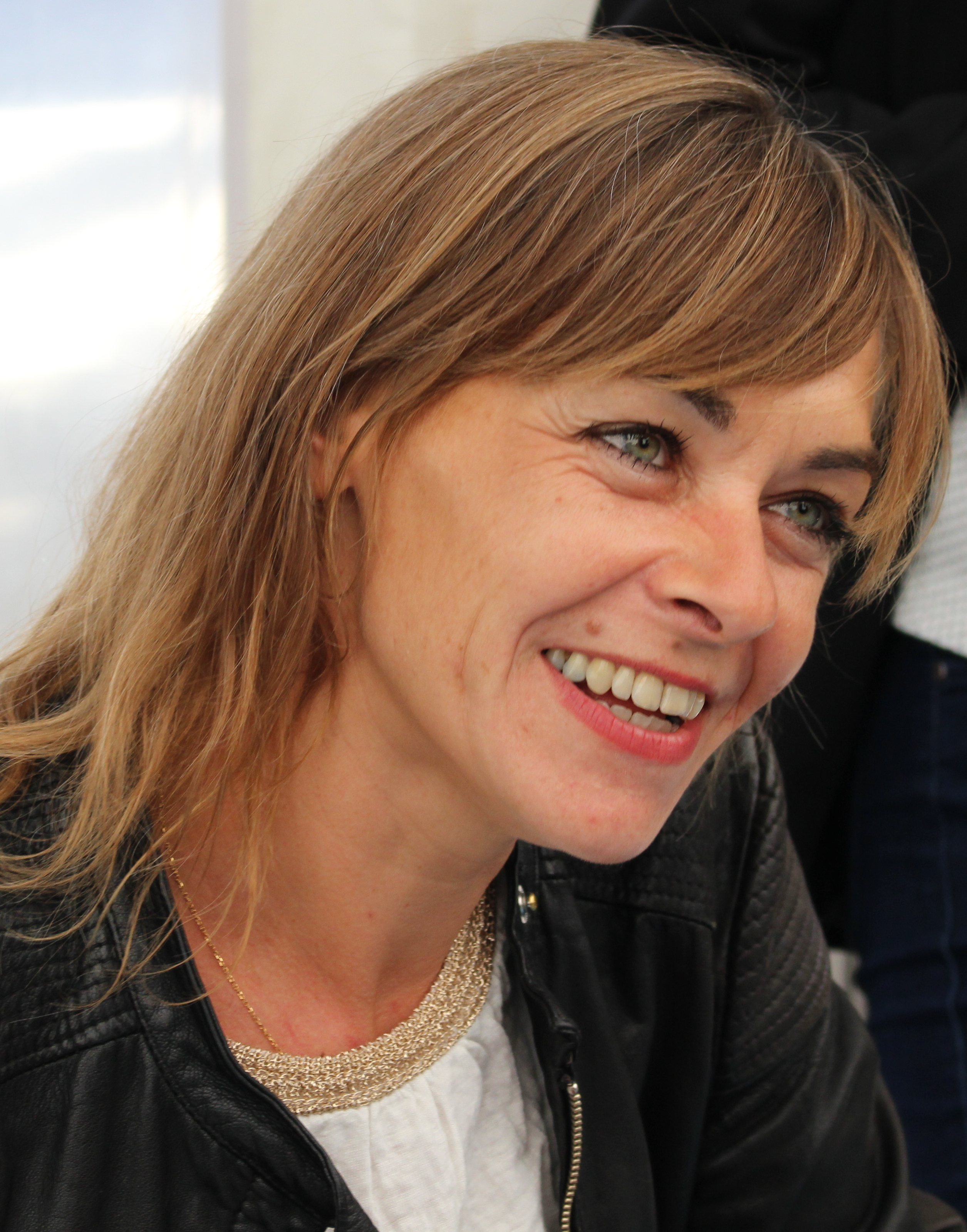

آنیس مارتن لوگان به فرانسوی Agnès Martin-Lugand رمان‌نویس فرانسوی است که در سال ۱۹۷۹ در سن-ملو متولد شده است.

## زندگی‌نامه
آنیس مارتن لوگان ابتدا دوره روانشناسی را گذراند و سپس اولین رمان خود به نام Les gens heureux lisent et boivent du café را در ۲۵ دسامبر ۲۰۱۲ به صورت ناشر مؤلف در فرمات آمازون کیندل منتشر کرد. چندی بعد، رمان مورد توجه قرار گرفت و توسط انتشارات میشل لافون به صورت کتاب منتشر شد. کتاب به چندین زبان ترجمه شده است. این کتاب در سال ۱۳۹۵ تحت عنوان آدم‌های خوشبخت کتاب می‌خوانند و قهوه می‌نوشند به فارسی ترجمه شده است.